# Tephrina submarcata
Tephrina submarcata là một loài bướm đêm trong họ Geometridae.